# Owen Vaccaro
Owen Wilder Vaccaro (16 dicembre 2005) è un attore statunitense.

## Biografia
Owen Vaccaro è nato negli Stati Uniti nel 2005. Attualmente vive ad Atlanta, Georgia. Iniziò a interessarsi alla recitazione all'età di 6 anni, quando recitò in uno spettacolo scolastico. Un agente di spettacolo lo ha aiutato a ottenere un ruolo nei film indipendente The Product of Me, che lo ha portato in seguito ad ottentere il suo primo ruolo nel film Daddy's Home. Ha frequentato la Scuola episcopale Holy Innocents' ad Atlanta. Nel 2018 interpreta Lewis Barnavelt, protagonista nel film Il mistero della casa del tempo.

## Filmografia

### Cinema
- A Product of Me, regia di Jeral Clyde Jr. (2014)
- Daddy's Home, regia di Sean Anders (2015)
- Mother's Day, regia di Garry Marshall (2016)
- Fun Mom Dinner, regia di Alethea Jones (2017)
- Daddy's Home 2, regia di Sean Anders (2017)
- Il mistero della casa del tempo (The House with a Clock in Its Walls), regia di Eli Roth (2018)
- Mine 9, regia di Eddie Mensore (2019)
- La squadra di Marco, regia di Julio Vincent Gambuto (2019)
- Noelle, regia di Marc Lawrence (2019)
- Alla scoperta di 'Ohana (Finding 'Ohana), regia di Jude Weng (2021)

### Televisione
- Arrested Development - Ti presento i miei (Arrested Development) - serie TV, 3 episodi (2019)

## Doppiatori italiani
Nelle versioni in italiano delle opere in cui ha recitato, Owen Vaccaro è stato doppiato da:
- Giulio Bartolomei in Daddy's Home, Daddy's Home 2, Il mistero della casa del tempo
- Riccardo Suarez in Alla scoperta di 'Ohana

## Cortometraggi
- Miyubi, regia di Félix Lajeunesse (2015)